# Proseč (Pelhřimovi járás)
Proseč település Csehországban, a Pelhřimovi járásban.  Lakosainak száma 69 fő (2024. január 1.).

## Népesség
A település lakosságának változását az alábbi diagram mutatja:
| Lakosok száma | 247  | 233  | 244  | 174  | 137  | 80   | 78   | 74   | 64   | 69   |
|               | 1869 | 1890 | 1921 | 1950 | 1980 | 2001 | 2017 | 2019 | 2022 | 2024 |